# Preadamism
Ipoteza Pre-Adamiților sau Preadamismul este credința conform căreia oamenii ar fi existat înainte de nașterea personajului biblic Adam. Această presupunere este contrară convingerilor religioase care-l descriu pe Adam ca fiind primul om de pe Pământ, așa cum este menționat în Biblie și Coran. Preadamismul este, prin urmare, diferit de credința avraamică convențională care afirmă că Adam a fost primul om. Susținătorii acestei ipoteze sunt cunoscuți ca „pre-adamiți” sau „pre-adamici”, la fel ca oamenii despre care se credea că ar fi existat înainte de Adam. Preadamismul are o istorie lungă, probabil avându-și originea în răspunsurile timpurii ale păgânilor la afirmațiile în ceea ce privește originile avraamice ale rasei umane.
Cea mai veche dezbatere cunoscută cu privire la data creării omenirii a avut loc între episcopul Teofil al Antiohiei și păgânul egiptean Apollonius Egipteanul (probabil Apollonius Dyscolus), ultimul afirmând în 170 că lumea are cel puțin 153075 de ani, dar fără a oferi niciun argument.
În 1655, Isaac La Peyrère, un jurist din secolul al XVII-lea, a considerat în cartea sa scrisă în latină, Prae-Adamitae, că au existat două creații, a păgânilor și a lui Adam, tatăl evreilor.

## Legături externe
- A.J. Maas, "Preadamites", Catholic Encyclopedia (1911) : Catholic view
- "Neanderthal Man: Pre-Adamite, Co-Adamite, or Adamite?" Arhivat în 23 iulie 2019, la Wayback Machine., 29 Creation Research Society Quarterly (Mar. 1993) : Protestant creation science view
- Hugh W. Nibley, "Before Adam" Arhivat în 16 iulie 2007, la Wayback Machine., Provo, Utah: Maxwell Institute : Latter-day Saint view

## Vezi și
- Antisemitism
- Rasism